# ويليام أديسون
ويليام أديسون (بالإنجليزية: William Addison)‏ هو لاعب شطرنج أمريكي، ولد في 28 نوفمبر 1933 في باتون روج في الولايات المتحدة، وتوفي في 29 أكتوبر 2008 في سان فرانسيسكو في الولايات المتحدة.

## وصلات خارجية
- ويليام أديسون على موقع مباريات الشطرنج (الإنجليزية)
- ويليام أديسون على موقع 365Chess.com (الإنجليزية)
- ويليام أديسون على موقع Chesstempo.com (الإنجليزية)
- ويليام أديسون على موقع الاتحاد الأمريكي للشطرنج (الإنجليزية)
- ويليام أديسون سجل أولمبياد الشطرنج على موقع OlimpBase.org (الإنجليزية)